# Unai Aznar
Aznar  Vijuesca est un nom espagnol. Le premier nom de famille, en général paternel, est Aznar ; le second, en général maternel, souvent omis, est Vijuesca.
Unai Aznar Vijuesca (né le 26 juillet 2002 à Cortes) est un coureur cycliste espagnol. Son petit frère Hugo est lui aussi coureur cycliste.

## Biographie
Unai Aznar commence le cyclisme vers l'âge de huit ans. En catégorie cadets, il intègre le Club Ciclista Burunda. Il poursuit ensuite sa progression avec cette équipe chez les juniors,. Durant cette période, il se distingue en obtenant cinq victoires, dont la dernière étape du Tour de Pampelune. Après ses performances, il intègre en 2021 le club Lizarte, réserve de la structure professionnelle Kern Pharma. Il confirme rapidement en devenant champion régional du Pays basque et de Navarre du contre-la-montre.
En 2022, il remporte le championnat d'Aragon du contre-la-montre et une étape du Tour de Madrid Espoirs. Il se classe également troisième du Tour d'Estrémadure. L'année suivante, il s'illustre en devenant double champion d'Espagne espoirs, dans la course en ligne et le contre-la-montre. Il s'impose par ailleurs à deux reprises sur le calendrier basco-navarrais.

## Palmarès
- 2021
  - Championnat du Pays basque sur route espoirs (San Martín Proba)
  - Championnat de Navarre du contre-la-montre espoirs
  - Cronoescalada de La Garriga
  - 3e du San Roman Saria
- 2022
  - Championnat d'Aragon du contre-la-montre espoirs
  - 3e étape du Tour de Madrid Espoirs
  - 3e du Tour d'Estrémadure
- 2023
  -  Championnat d'Espagne sur route espoirs
  -  Championnat d'Espagne du contre-la-montre espoirs
  - Championnat de Navarre du contre-la-montre espoirs
  - 1re étape du Tour d'Estrémadure (contre-la-montre par équipes)
  - Premio San Pedro
  - San Roman Saria
  - 2e du Natxituako Sari Nagusia
  - 2e du Mémorial Agustín Sagasti